# Wout Wagtmans
Wouter „Wout” Wagtmans (ur. 10 listopada 1929 w Rucphen, zm. 15 sierpnia 1994 w Sint Willebrord) – holenderski kolarz torowy i szosowy, brązowy medalista torowych mistrzostw świata.

## Kariera
Największy sukces w karierze Wouter Wagtmans osiągnął w 1958 roku, kiedy wywalczył brązowy medal w indywidualnym wyścigu ze startu zatrzymanego zawodowców. W Zawodach tych wyprzedzili go jedynie Szwajcar Walter Bucher oraz Hiszpan Guillermo Timoner. Był to jedyny medal wywalczony przez Wagtmansa na międzynarodowej imprezie tej rangi. Wielokrotnie zdobywał medale mistrzostw Holandii, zarówno w kolarstwie torowym, jak i szosowym, w tym jeden złoty – w 1949 roku był najlepszy w szosowym wyścigu ze startu wspólnego. Nigdy nie wystąpił igrzyskach olimpijskich. Jego największymi sukcesami na szosie były: zwycięstwo w klasyfikacji generalnej szwajcarskiego Tour de Romandie w 1952 roku, drugie miejsce w klasyfikacji punktowej Tour de France w 1955 roku oraz zwycięstwo w klasyfikacji generalnej włoskiego Rzym – Neapol – Rzym w 1957 roku. Wielokrotnie zwyciężał w kryteriach, między innymi w: Schoondijke w 1948 i 1949 roku, Hulst w 1949 i 1950 roku i Hoensbroek w 1953 roku.
Jego bratanek, Marinus Wagtmans również był kolarzem.